# Juan de Giacomi
Juan de Giacomi (ur. w 1913) – argentyński strzelec, olimpijczyk. 
Startował na igrzyskach olimpijskich w 1952 roku (Helsinki). Wystąpił tylko w trapie, w którym zajął 25. miejsce.
Był mistrzem świata w trapie drużynowym (Buenos Aires 1949).

## Wyniki olimpijskie
| Igrzyska | Konkurencja | Wynik               | Miejsce    | Źródło |
| -------- | ----------- | ------------------- | ---------- | ------ |
| IO 1952  | Trap        | 175 punktów (87-88) | 25 (na 40) | [ 2 ]  |